# La Frontière de la nuit / Le Centile d'or
La Frontière de la nuit et Le Centile d'or sont deux albums de bande dessinée écrits par Éric Giacometti et dessiné par Philippe Francq, formant un diptyque appartenant à la série Largo Winch, et publiés respectivement en 2021 et 2023 par Dupuis dans la collection « Grand Public ».
Ce diptyque est constitué des vingt-troisième et vingt-quatrième tomes de la série. Le titre La Frontière de la nuit fait référence à la ligne de Kármán qui sépare l'atmosphère terrestre de l'espace tandis que Le Centile d'or désigne « les 1% des contribuables déclarant les plus hauts revenus »,.

## Résumé

### La Frontière de la nuit
L'ingénieur Walter Graves est assassiné dans une usine d'aéronautique Iccos à Cannes par un mystérieux tueur, le professeur, engagé par un mystérieux commanditaire. L'entreprise en question, Iccos, fait l'objet d'une concurrence entre Largo Winch et Jarod Mankind qui projette de la racheter.
De son côté, alerté par le journaliste Tom Halbrow, Largo Winch ferme une mine d'étain en Indonésie qui emploie des enfants et menace l'écosystème. Au même moment, excédé par la place croissante prise dans le groupe par Bancroft, le n°2 Dwight Cochrane projette de démissionner.
Resté sur place, le journaliste, aidé par Janis Dos Santos d'une ONG, découvre une clause inattendu dans le contrat liant l'entreprise minière Indomining avec la division minière du groupe W (présidée par Leonard Scott). Mais avant d'en informer Simon Ovronnaz également présent dans le coin, Tom perd le contrôle de son véhicule et est laissé pour mort.
Largo fait la connaissance du jeune milliardaire Jarod Mankind et de sa sulfureuse épouse Demetria. Rêvant d'espace, Jarod invite Largo à un escapade en navette suborbitale pour régler ce différend. Mais le vol ne se déroule pas comme prévu, la navette est piratée par une dangereuse organisation éco-combattant : WeBlue...

## Publication en français

### Albums
- Éric Giacometti et Philippe Francq, La Frontière de la nuit, Dupuis, coll. « Grand Public », 2021 (ISBN 979-1034742950)
- Éric Giacometti et Philippe Francq, Le Centile d'Or, Dupuis, coll. « Grand Public », 2023 (ISBN 979-1034767823)